# Křešín (district de Příbram)
Pour les articles homonymes, voir Křešín.
Křešín (en allemand : Kreschin) est une commune du district de Příbram, dans la région de Bohême-Centrale, en République tchèque. Sa population s'élevait à 136 habitants en 2020.

## Géographie
Křešín se trouve à 5,3 km au sud-est de Hořovice, à 13 km au nord-nord-ouest de Příbram et à 47 km au nord-est de Prague.
La commune est limitée par Felbabka au nord, par Jince au nord et à l'est, par Ohrazenice au sud et par Podluhy à l'ouest.

## Histoire
La première mention écrite de la localité date de 1370.

## Transports
Par la route, Křešín se trouve à 6 km de Hořovice, à 22 km de Příbram et à 60 km de Prague.